# Thumba egyenlítői rakétaindító állomás
A Thumba Equatorial Rocket Launch Station (TERLS) egy indiai űrkikötő, amelyet 1963. november 21-én hoztak létre. [1] Az Indiai Űrkutatási Szervezet (ISRO) üzemelteti. Thumba Kerala szövetségi állam fővárosa, Tiruvanántapuram  (korábban Trivandrum) mellett található, amely közel van India déli csúcsához, nagyon közel a Föld mágneses egyenlítőjéhez. Jelenleg az ISRO használja rakéták indítására.
Az első rakétákat az egykori St. Mary Magdalene templomban szerelték össze, amely ma egy űrmúzeumnak ad otthont. [2]  Peter Bernard Periera tiszteletes, Trivandrum püspöke, Vincent Victor Dereere (belga) és Madhavan Nair kerületi gyűjtők működtek közre a szükséges földterület megszerzésében. Egy 600 hektáros földterületet a part menti közösségtől kellett megvásárolni. [3] Periera püspök a helyi templom imaházát és püspöki szobáját adományozta A. P. J. Abdul Kalam tudományos céljaira. [4] Az akkori külügyi államtitkár, Lakshmi N. Menon sokat segített az űrkutatási projekt előtti bürokratikus akadályok elsimításában. [5] H. G. S. Murthy-t nevezték ki a Thumba egyenlítői rakétaindító állomás első igazgatójává. [6]

## Hely
A Thumba[7] elhelyezkedése az é. sz. 8° 32'34" és a k. h. 76° 51'32" alatt ideális az alacsony magasságú, felső légköri és ionoszféra vizsgálatokhoz. Thumba egy kis halászfalu, amely a keralai Thiruvananthapuram repülőtér közelében található.

## Fordítás
Ez a szócikk részben vagy egészben  a   Thumba Equatorial Rocket Launch Station című angol Wikipédia-szócikk ezen változatának fordításán alapul.  Az eredeti cikk szerkesztőit annak laptörténete sorolja fel. Ez a jelzés csupán a megfogalmazás eredetét és a szerzői jogokat jelzi, nem szolgál a cikkben szereplő információk forrásmegjelöléseként.

## Külső hivatkozások
- Official website of Vikram Sarabhai Space Centre